# Mémoire morte (bande dessinée)
Mémoire morte est une bande dessinée en noir et blanc du Français Marc-Antoine Mathieu

## Synopsis
On suit le fonctionnaire Firmin Houffe dans une ville où apparaissent chaque nuit de mystérieux murs barrant les rues. Des savants sont réunis pour trouver une explication et pour remédier à ce mal. Mais ces savants, comme le reste de la population, perdent peu à peu l'usage des mots, jusqu'à ne plus se souvenir d'aucun. Et l'on apprend que la « direction » de la ville est en fait dévolue à un ordinateur géant, ROM. Firmin Houffe sera le seul à l'apprendre, et à libérer la population de l'emprise de ROM.

## Analyse
Cette histoire, très philosophique, est en fait la dénonciation d'une société devenue totalitaire, placée sous surveillance, et qui voudrait tout maîtriser.

## Publication
- Delcourt (2000)  (ISBN 2-84055-410-0)

### Documentation
- Olivier Maltret, « Disque dur », BoDoï, no 29,‎ avril 2000, p. 12.